# Crhov
Crhov är en ort i Tjeckien.   Den ligger i regionen Södra Mähren, i den östra delen av landet, 160 km öster om huvudstaden Prag. Crhov ligger 540 meter över havet och antalet invånare är 190.
Terrängen runt Crhov är kuperad österut, men västerut är den platt. Terrängen runt Crhov sluttar österut.Runt Crhov är det ganska glesbefolkat, med 31 invånare per kvadratkilometer. Närmaste större samhälle är Boskovice, 17,4 km öster om Crhov. I omgivningarna runt Crhov växer i huvudsak blandskog.